# 5か国防衛取極
5か国防衛取極（ごかこくぼうえいとりきめ、英：Five Power Defence Arrangements、略称：FPDA）は、1971年に締結されたイギリス、オーストラリア、ニュージーランド、マレーシア、シンガポール間の軍事同盟。加盟国はいずれもイギリス連邦加盟国である。形式的には5か国それぞれが締結した二国間の取極であるため、英語名称は複数形となっている。
取極は、加盟国に深刻な脅威や武力攻撃事態が発生した場合、加盟国間で直ちに協議し、何らかの個別ないし共同の措置を決定するとしている
。
取極は協議までの内容であり、軍事介入の具体的な取り決めは無い。また、排他的経済水域(EEZ)関連の紛争については、支援要請にとどまるとされる
。

## 背景
第二次世界大戦後、東南アジアに植民地や保護領を有しており、イギリス軍が駐屯していた。1957年にマラヤ連邦が独立しても、イギリス・マラヤ防衛協定（Anglo-Malayan_Defence_Agreement 後にイギリス・マレーシア防衛協定 Anglo-Malaysian Defence Agreement）が締結され、引き続きイギリス軍が安全保障に関与していた。
1967年7月、イギリスはマレーシアとシンガポールに駐留させていた軍を1970年代半ばまでにすべて撤退させることを公表した。そして、経済状況の悪化に伴い、翌1968年1月にはスエズ以東からの軍事的撤退を1971年末までに前倒しすることを決めた。しかし、当時はインドネシアで9月30日事件が発生した事により政情が不安定で、またインドシナ半島ではベトナム戦争が勃発するなど冷戦の「熱戦」化が進行していた。そこで、北ベトナムや中国といった共産主義の脅威に対抗すると共に、まだ独自の防衛力が十分ではないマレーシアやシンガポールの安全保障を確保するため、イギリス軍に加えて、それまでにも駐留していたオーストラリア軍やニュージーランド軍が引き続き両国の防衛に協力することとなり、仮に両国が第三国からの脅威や攻撃を受けた場合は、他締約国（主にイギリス、オーストラリア、ニュージーランド、すなわちANZUK）がとるべき措置を決定するために直ちに協議することが取決められた。本取極が多国間条約ではなく、二国間の取極の集合となっているのは、1965年にシンガポールがマレーシアから分離独立したことが影響している。
そして、イギリス極東軍の空白を埋めるため、シンガポールにおいて兵力7000人のANZUK軍地上部隊が発足した。また、マレーシアのペナン州バターワースにあるバターワース空軍基地は1957年以来、オーストラリア空軍の管理下にあった。そして、同基地にはマレーシア・シンガポール両国をカバーする統合防空システムが設けられているほか、オーストラリア空軍の戦闘機・爆撃機も配備された。
しかし、両国の発展に伴い本取極の役割は徐々に縮小していった。ANZUK軍の地上部隊については、1974年にオーストラリア、1976年にイギリス、そして1989年には最後まで残っていたニュージーランドも部隊を引き上げた。バターワース空軍基地は1988年6月末をもって完全にマレーシア空軍へ移管した。
ただし、現在も同基地にはオーストラリア空軍のP-3C対潜哨戒機が駐留している。また、1991年以来、5か国の国防相は3年ごとに会合を開いている。さらに、1997年の香港返還などを契機に、本取極の役割が見直され、再び合同軍事演習が積極的に行われるようになった。
とくに2010年代後半以降、イギリスはスエズ以東からの軍事的撤退以来のアジア回帰への動きを強めていることから、本取極の一層の役割拡大を目指している